# Docidomyia norrisi
Docidomyia norrisi är en tvåvingeart som beskrevs av Paramonov 1951. Docidomyia norrisi ingår i släktet Docidomyia och familjen svävflugor. Inga underarter finns listade i Catalogue of Life.